# Chavannes-des-Bois
Chavannes-des-Bois är en ort och  kommun i distriktet Nyon i kantonen Vaud, Schweiz. Kommunen har 1 018 invånare (2023).
Chavannes-des-Bois gränsar i väster till Frankrike.